# Decapitação de João Batista (Caravaggio)
A Decapitação de João Batista ou Decapitação de São João Batista é uma pintura a óleo do pintor italiano Caravaggio, realizada em 1608. A pintura, criada quando Caravaggio estava sob a proteção dos Cavaleiros de Malta, é considerada a obra-prima do pintor e "uma das obras mais importantes da pintura ocidental".
Está localizada na Co-Catedral de S. João em Valeta, Malta.

## Composição
A obra retrata a execução de João Batista, onde próximo a ele se encontra Salomé com a bandeja de ouro que se prepara para receber a sua cabeça. Outra mulher, que foi identificada como sendo Herodias ou apenas um assistente que ali entende o erro da execução, encontra-se em estado de choque, enquanto um carcereiro comente o ato e o carrasco inflige com a sua adaga o pescoço da vítima terminando por decapitá-la. A cena, bastante popular dos artístas italianos assim como do próprio Caravaggio, não foi inspirada directamente da Bíblia, mas antes de um conto relacionado com a Lenda Dourada.
Trata-se da única obra de Caravaggio por ele assinada, cuja subscrição foi colocada no sangue derramado da garganta de Batista. Existe um considerável espaço vazio na imagem, e pelas grandes dimensões da tela, as figuras se apresentam em um tamanho próximo ao natural.
De acordo com John Varriano em Caravaggio: the Art of Realism (2006), Caravaggio desenhou o fundo da sua obra com base na representação de uma prisão alicercada no código penal dos Cavaleiros de Malta.